# Jan Pieterse
Jan Pieterse (n. 29 octombrie 1942, Oude-Tonge⁠(d), Olanda de Sud, Țările de Jos) este un ciclist olandez, medaliat olimpic. A participat la o ediție a Jocurilor Olimpice (1964) în care a câștigat o medalie de aur.

## Participări
Lista de mai jos prezintă principalele competiții la care a participat Jan Pieterse de-a lungul carierei.
- cycling at the 1964 Summer Olympics – men's team time trial[*]